# Leichtathletik-Europameisterschaften 2022/3000 m Hindernis der Frauen

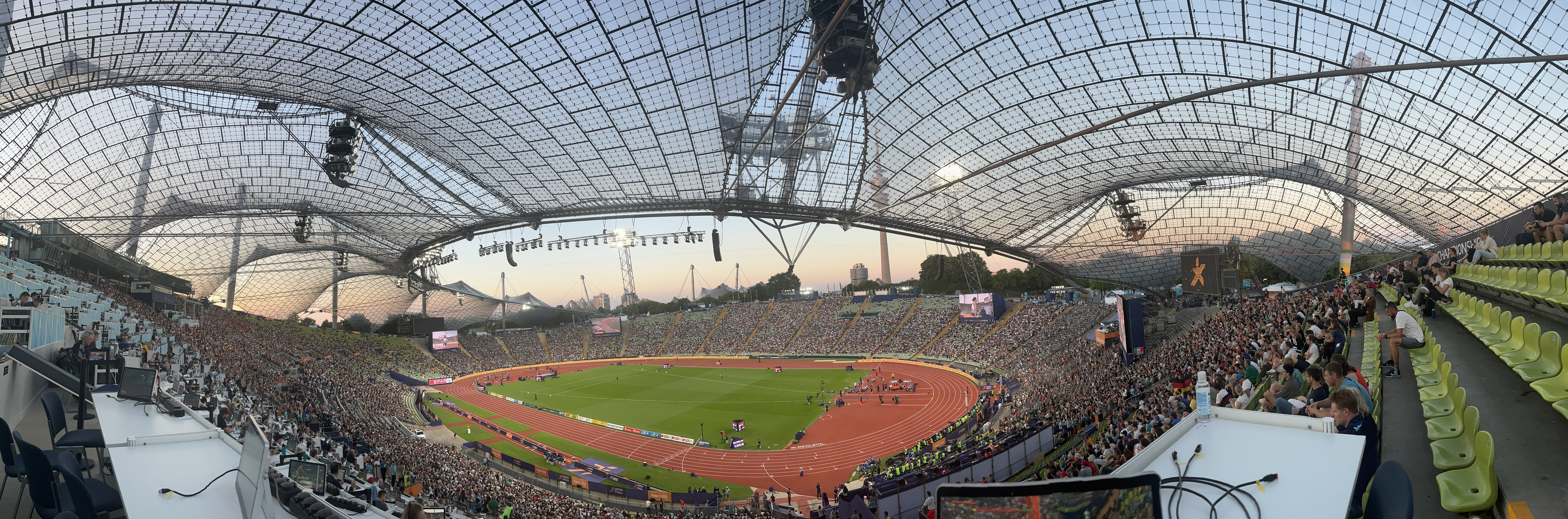
Das Olympiastadion in München während der Europameisterschaften 2022

Der 3000-Meter-Hindernislauf der Frauen bei den Leichtathletik-Europameisterschaften 2022 wurde am 18. und 20. August 2022 im Olympiastadion der deutschen Stadt München ausgetragen.
Europameisterin wurde die albanische Vizeeuropameisterin von 2016 Luiza Gega. Sie gewann vor der Deutschen Lea Meyer. Bronze ging an die Britin Elizabeth Bird.

## Rekorde

### Bestehende Rekorde
| Weltrekord           | 8:44,32 min | Beatrice Chepkoech | Monaco                         | 20. Juli 2018   |
| Europarekord         | 8:58,81 min | Gulnara Galkina    | OS Peking, Volksrepublik China | 17. August 2008 |
| Meisterschaftsrekord | 9:17,57 min | Julija Saripowa    | EM Barcelona, Spanien          | 30. Juli 2010   |

### Rekordverbesserung
Die albanische Europameisterin Luiza Gega verbesserte den bestehenden EM-Rekord im Finale am 20. August um 6,26 s auf 9:11,31 min. Zum Europarekord fehlten ihr damit 12,50 s. Der Weltrekord war um 26,99 s besser.

## Legende
| CR | Championshiprekord |

## Vorrunde
18. August 2022
Die Vorrunde wurde in zwei Läufen durchgeführt. Die ersten fünf Athletinnen pro Lauf – hellblau unterlegt – sowie die darüber hinaus fünf zeitschnellsten Läuferinnen – hellgrün unterlegt – qualifizierten sich für das Finale.

### Vorlauf 1

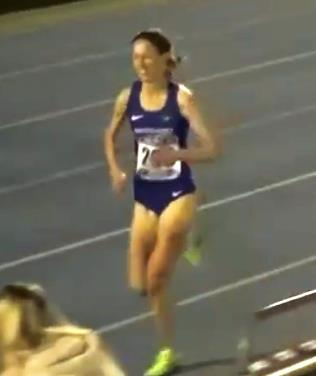
Martina Merlo – ausgeschieden als Fünfzehnte des ersten Vorlaufs

18. August 2022, 9:20 Uhr MESZ
| Platz | Name                   | Nation         | Zeit (min) |
| ----- | ---------------------- | -------------- | ---------- |
| 1     | Luiza Gega             | Albanien       | 09:30,93   |
| 2     | Tuğba Güvenç           | Türkei         | 09:31,86   |
| 3     | Alicja Konieczek       | Polen          | 09:33,54   |
| 4     | Aimee Pratt            | Großbritannien | 09:39,22   |
| 5     | Claudia Prisecaru      | Rumänien       | 09:43,51   |
| 6     | Natalija Strebkowa     | Ukraine        | 09:47,35   |
| 7     | Michelle Finn          | Irland         | 09:49,85   |
| 8     | Olivia Gürth           | Deutschland    | 09:50,95   |
| 9     | Greta Karinauskaitė    | Litauen        | 09:55,11   |
| 10    | Linn Söderholm         | Schweden       | 09:57,53   |
| 11    | Alexa Lemitre          | Frankreich     | 09:58,49   |
| 12    | Blanca Fernández       | Spanien        | 10:00,26   |
| 13    | Lili Anna Vindics-Tóth | Ungarn         | 10:08,18   |
| 14    | Elise Thorner          | Großbritannien | 10:08,46   |
| 15    | Martina Merlo          | Italien        | 10:12,13   |
| 16    | Eline Dalemans         | Belgien        | 10:15,73   |

### Vorlauf 2
18. August 2022, 9:37 Uhr MESZ
| Platz | Name                    | Nation         | Zeit (min) |
| ----- | ----------------------- | -------------- | ---------- |
| 1     | Lea Meyer               | Deutschland    | 09:39,55   |
| 2     | Adva Cohen              | Israel         | 09:39,99   |
| 3     | Elizabeth Bird          | Großbritannien | 09:40,05   |
| 4     | Irene Sánchez-Escribano | Spanien        | 09:41,12   |
| 5     | Chiara Scherrer         | Schweiz        | 09:41,85   |
| 6     | Elena Burkard           | Deutschland    | 09:43,97   |
| 7     | Carolina Robles         | Spanien        | 09:45,70   |
| 8     | Maruša Mišmaš Zrimšek   | Slowenien      | 09:46,06   |
| 9     | Flavie Renouard         | Frankreich     | 09:51,49   |
| 10    | Lena Millonig           | Österreich     | 09:57,50   |
| 11    | Patrycja Kapała         | Polen          | 09:59,46   |
| 12    | Eilish Flanagan         | Irland         | 10:00,72   |
| 13    | Emilia Lillemo          | Schweden       | 10:09,18   |
| 14    | Laura Dalla Montà       | Italien        | 10:28,20   |
| 15    | Ruken Tek               | Türkei         | 10:31,84   |

## Finale
20. August 2022, 22:13 Uhr MESZ
| Platz | Name                    | Nation         | Zeit (min) |
| ----- | ----------------------- | -------------- | ---------- |
| 1     | Luiza Gega              | Albanien       | 9:11,31 CR |
| 2     | Lea Meyer               | Deutschland    | 9:15,35    |
| 3     | Elizabeth Bird          | Großbritannien | 9:23,18    |
| 4     | Alicja Konieczek        | Polen          | 9:25,15    |
| 5     | Tuğba Güvenç            | Türkei         | 9:25,58    |
| 6     | Claudia Prisecaru       | Rumänien       | 9:35,17    |
| 7     | Aimee Pratt             | Großbritannien | 9:35,31    |
| 8     | Adva Cohen              | Israel         | 9:36,84    |
| 9     | Natalija Strebkowa      | Ukraine        | 9:37,52    |
| 10    | Irene Sánchez-Escribano | Spanien        | 9:37,84    |
| 11    | Carolina Robles         | Spanien        | 9:38,96    |
| 12    | Elena Burkard           | Deutschland    | 9:39,63    |
| 13    | Chiara Scherrer         | Schweiz        | 9:43,95    |
| 14    | Michelle Finn           | Irland         | 9:47,57    |
| 15    | Maruša Mišmaš Zrimšek   | Rumänien       | 9:53,81    |

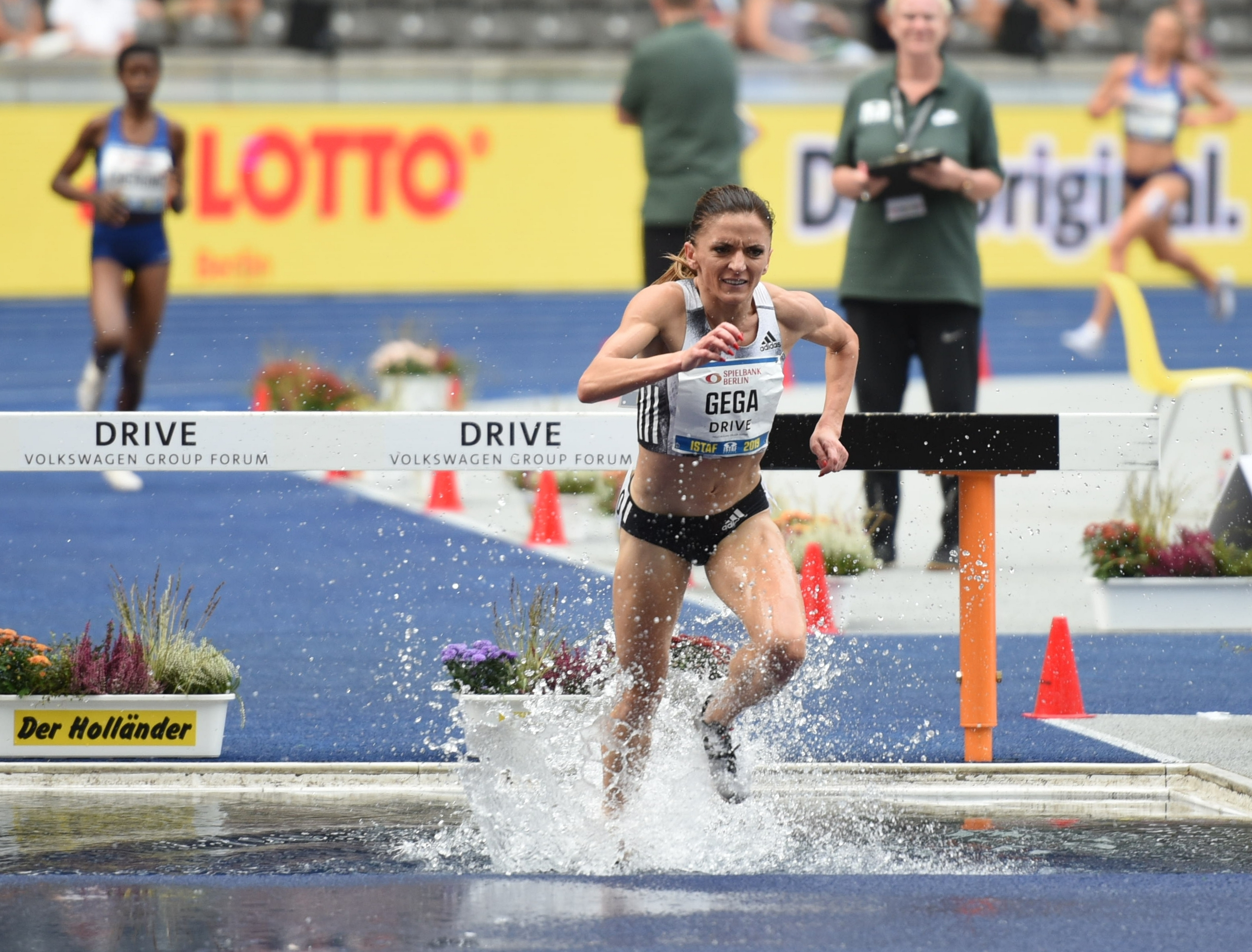
Europameisterin Luiza Gega

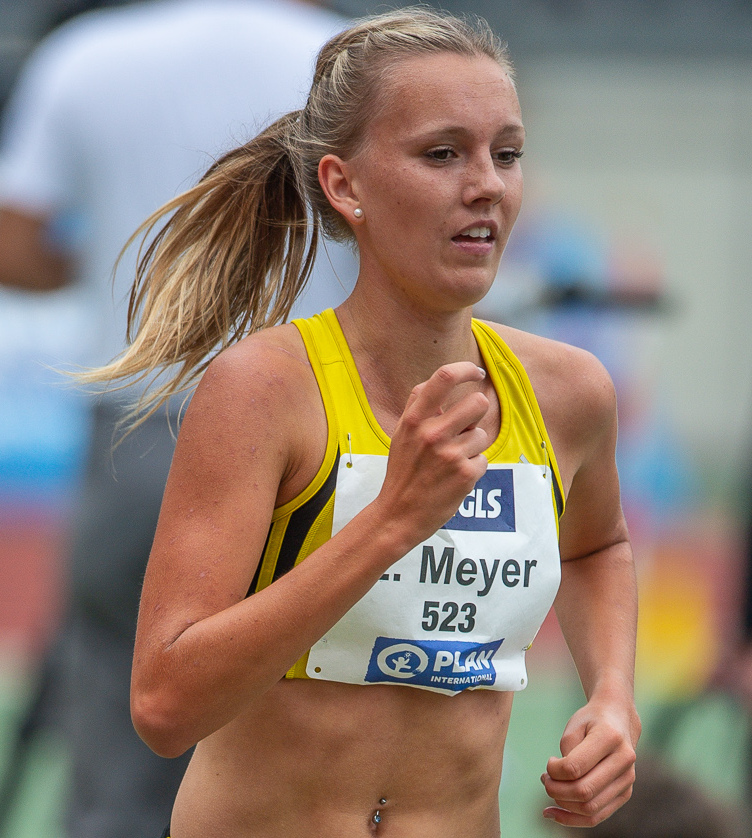
Lea Meyer gewann ganz überraschend die Silbermedaille
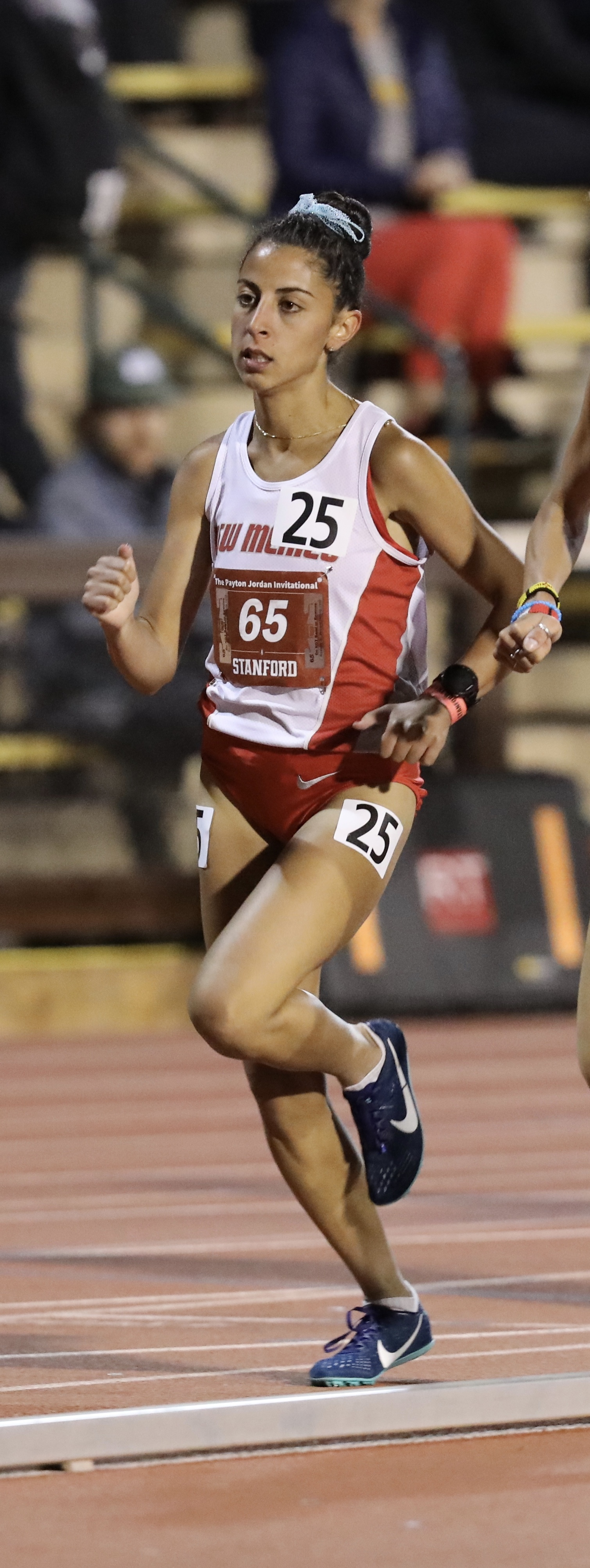
Adva Cohen belegte Rang acht
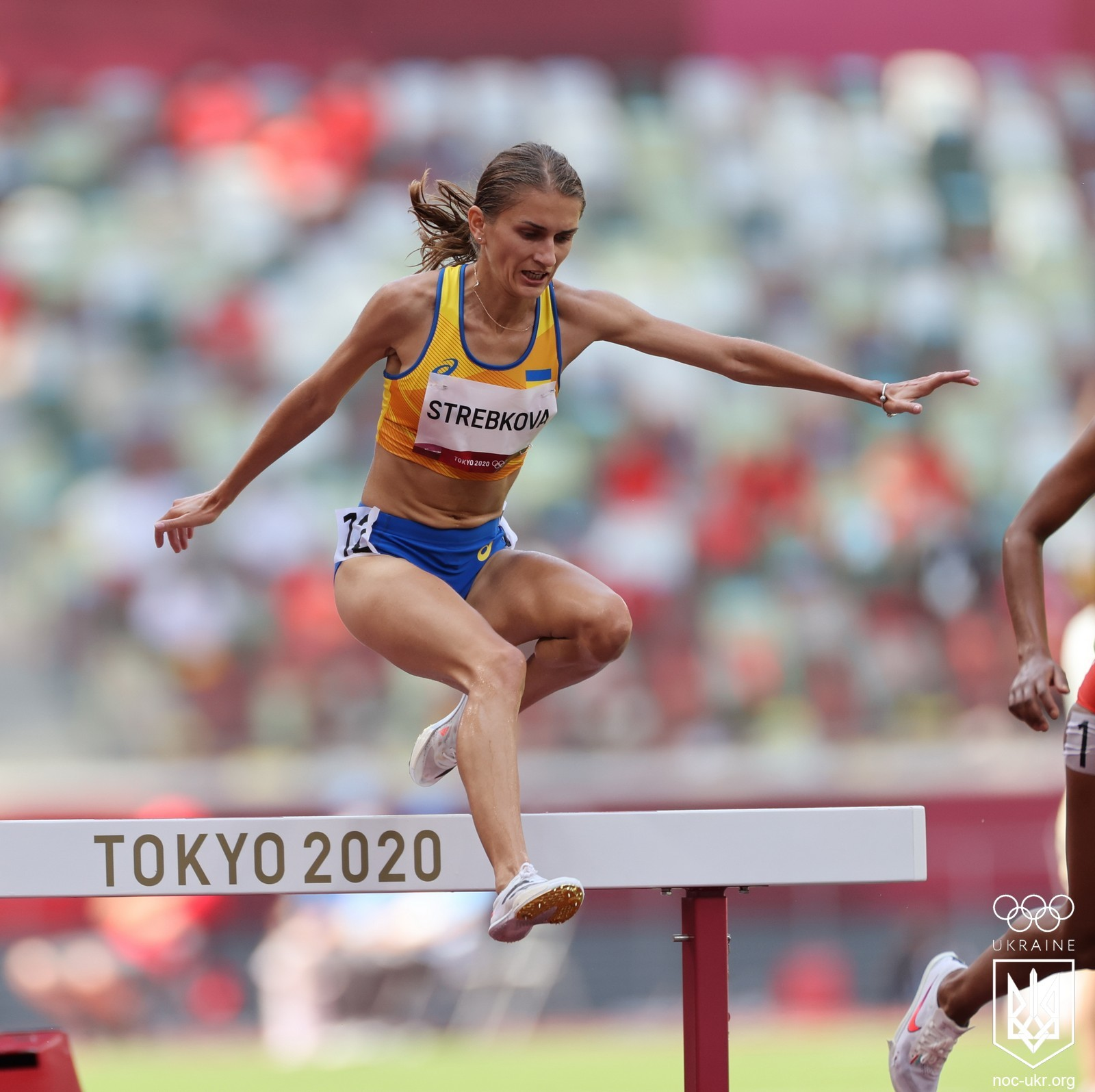
Die neuntplatzierte Natalija Strebkowa

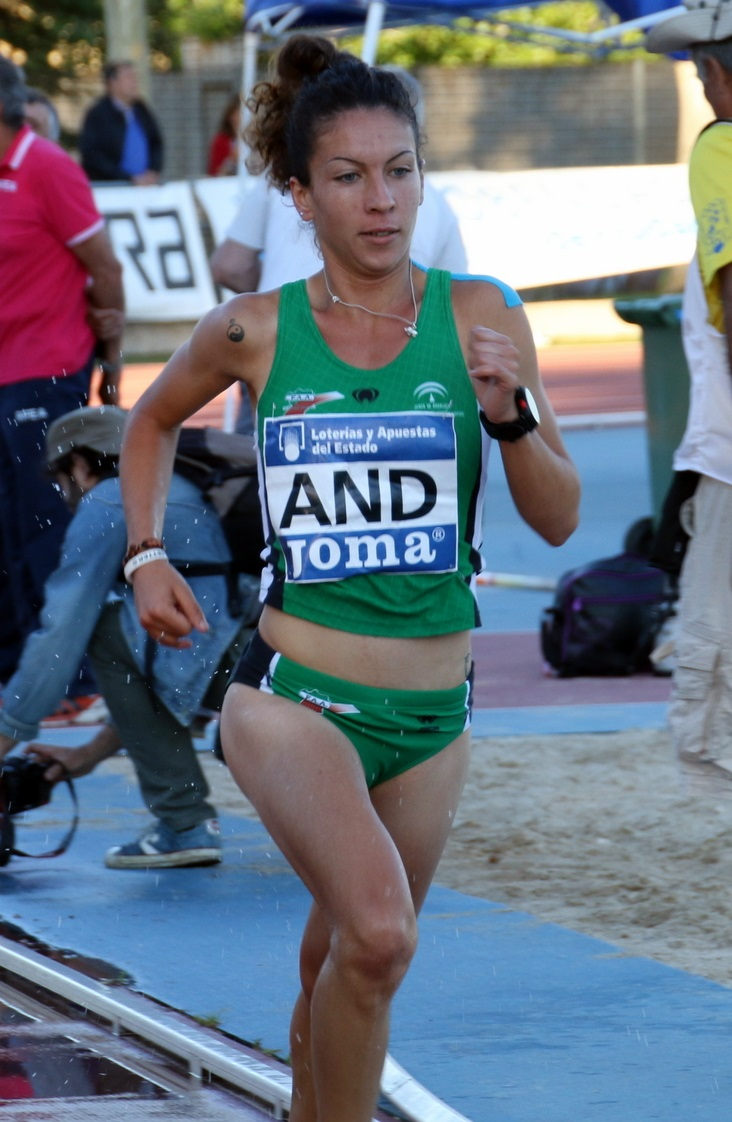
Rang elf für Carolina Robles
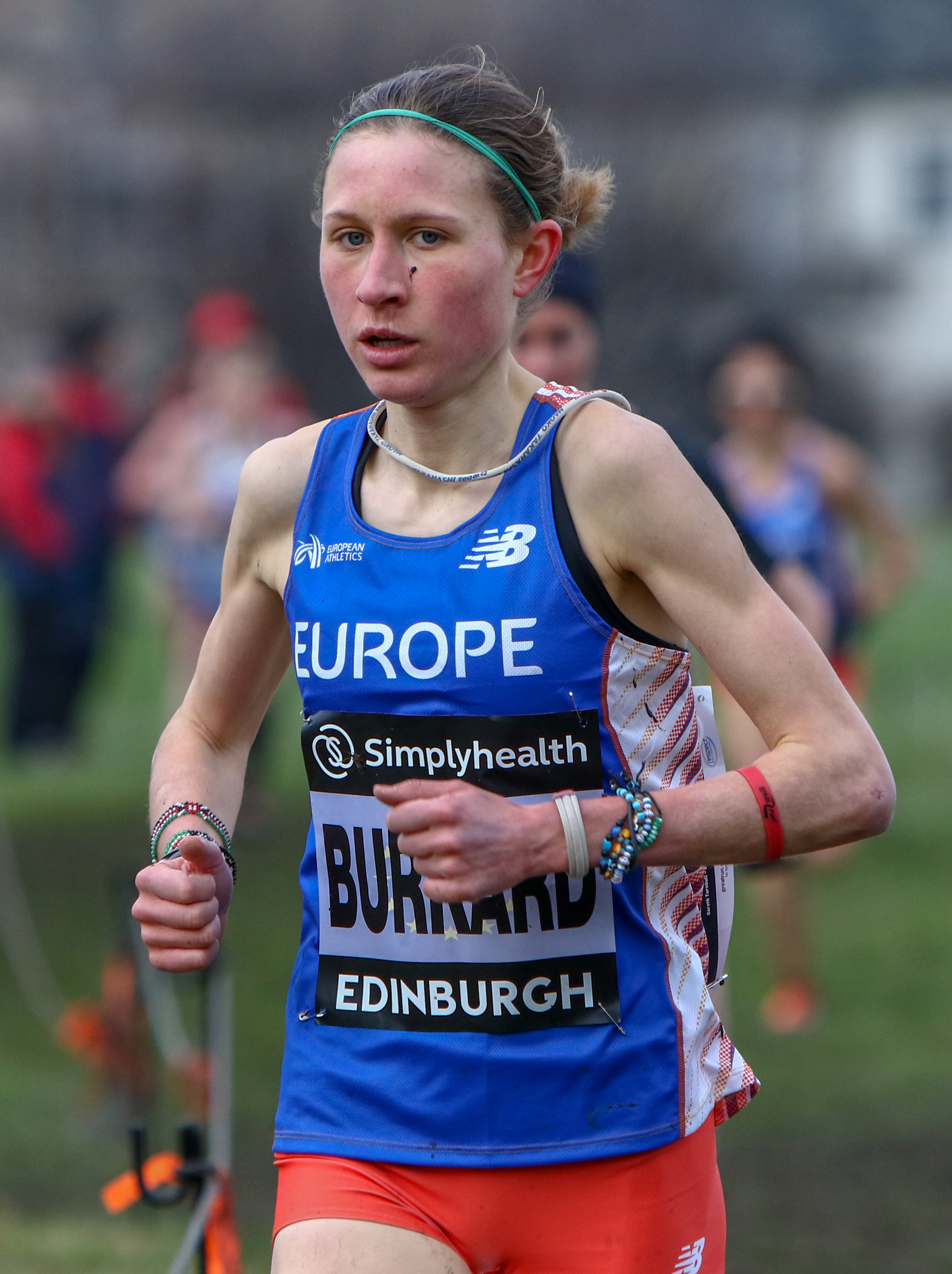
Elena Burkard kam auf den zwölften Platz
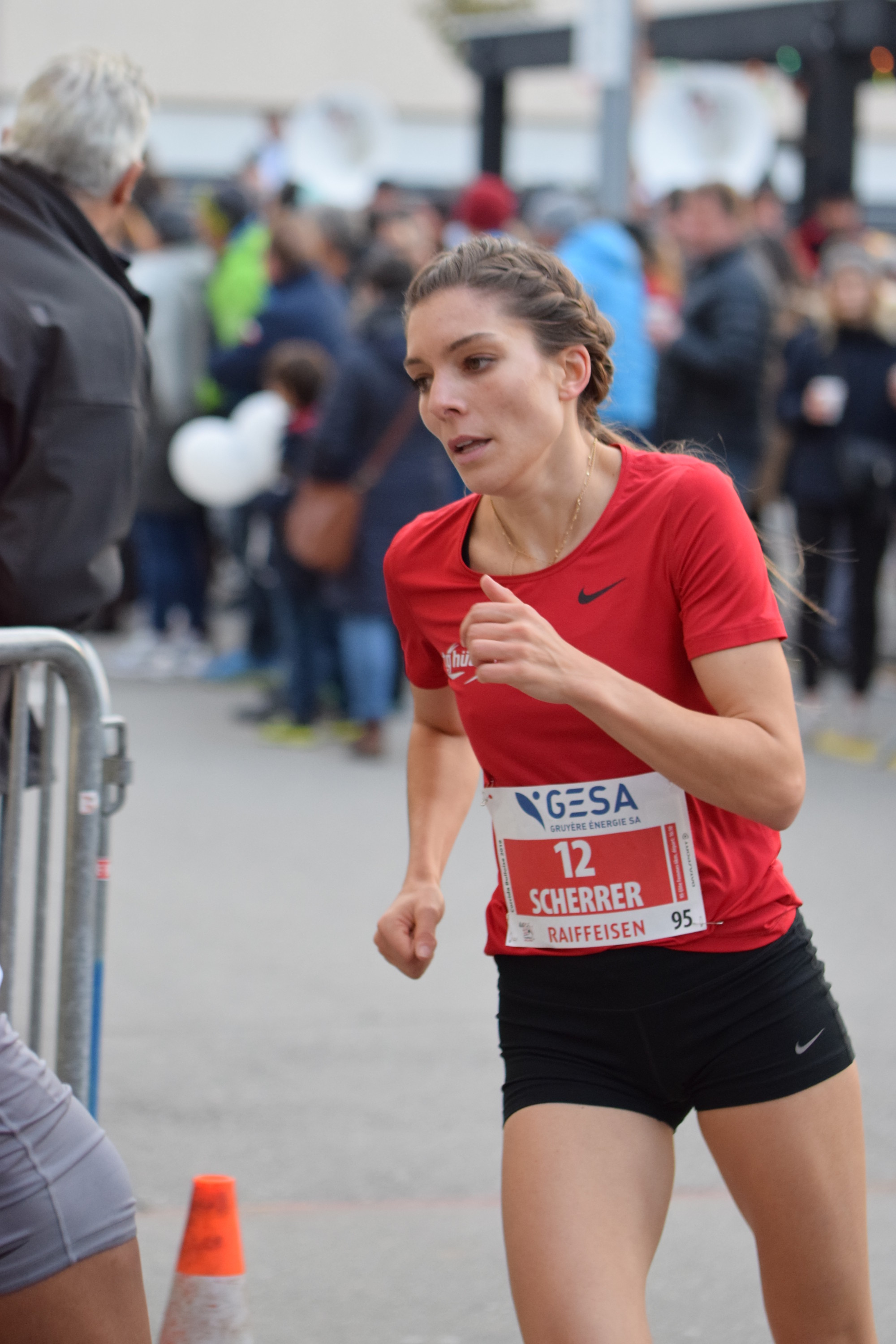
Chiara Scherrer erreichte Platz dreizehn
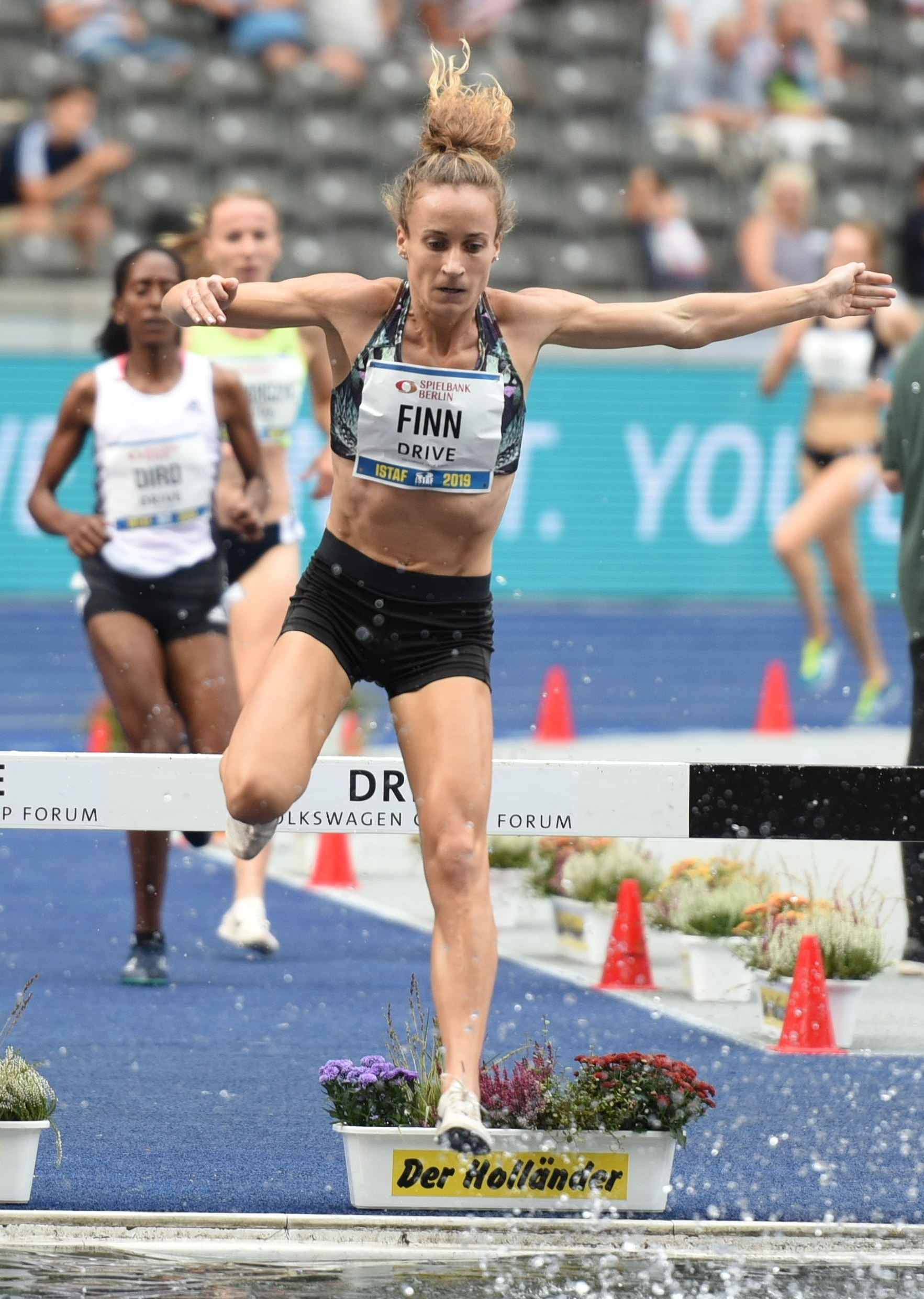
Michelle Finn wurde Vierzehnte

## Videolink
- Women's 3000m Steeplechase Final, Munich 2022, Luiza Gega, youtube.com, abgerufen am 9. April 2023